# Шильтигайм (кантон)
Шильтигайм (фр. Canton de Schiltigheim) — кантон на северо-востоке Франции в регионе Гранд-Эст (бывший Эльзас — Шампань — Арденны — Лотарингия), департамент Нижний Рейн, округ Страсбур. До 2015 года входил в состав упразднённого округа Страсбур-Кампань. После модификации, проведенной в результате административной реформы в январе 2015 года, в состав кантона вошла коммуна Бишайм из состава упразднённого кантона Бишайм (округ Страсбур-Кампань), а общее количество коммун в его составе с марта 2015 года увеличилось с 1 до 2-х.
По закону от 17 мая 2013 и декрету от 18 февраля 2014 года количество кантонов в департаменте Нижний Рейн уменьшилось с 44 до 23. Новое территориальное деление департаментов на кантоны вступило в силу во время выборов 2015 года.
Начиная с выборов в марте 2015 года, советники избираются по смешанной системе (мажоритарной и пропорциональной). Избиратели каждого кантона выбирают Совет департамента (новое название генерального Совета): двух советников разного пола. Этот новый механизм голосования потребовал перераспределения коммун по кантонам, количество которых в департаменте уменьшилось вдвое с округлением итоговой величины вверх до нечётного числа в соответствии с условиями минимального порога, определённого статьёй 4 закона от 17 мая 2013 года. В результате пересмотра общее количество кантонов департамента Нижний Рейн в 2015 году уменьшилось с 44-х до 23-х.
Советники департаментов избираются сроком на 6 лет. Выборы территориальных и генеральных советников проводят по смешанной системе: 80 % мест распределяется по мажоритарной системе и 20 % — по пропорциональной системе на основе списка департаментов. В соответствии с действующей во Франции избирательной системой для победы на выборах кандидату в первом туре необходимо получить абсолютное большинство голосов (то есть больше половины голосов из числа не менее 25 % зарегистрированных избирателей). В случае, когда по результатам первого тура ни один кандидат не набирает абсолютного большинства голосов, проводится второй тур голосования. К участию во втором туре допускаются только те кандидаты, которые в первом туре получили поддержку не менее 12,5 % от зарегистрированных и проголосовавших «за» избирателей. При этом, для победы во втором туре выборов достаточно простого большинства (побеждает кандидат, набравший наибольшее число голосов).

## Консулы кантона
| Период      | Консул              | Должность                           |
| ----------- | ------------------- | ----------------------------------- |
| 1945 — 1947 | Adolphe Sorgus      | Мэр коммуны Шильтигайм (1920—1947)  |
| 1947 — 1973 | Georges Ritter      | Мэр коммуны Шильтигайм (1947—1971)  |
| 1973 — 1979 | Jean-Claude Burckel |                                     |
| 1979 — 1992 | Alfred Muller       | Мэр коммуны Шильтигайм (1977—2008)  |
| 1992 — 1998 | Christian Fiegel    | Заместитель мэра коммуны Шильтигайм |
| 1998 — 2004 | Alfred Muller       | Мэр коммуны Шильтигайм              |
| 2004 — 2011 | Andrée Munchenbach  |                                     |
| 2011 — 2015 | Raphaël Nisand      | Мэр коммуны Шильтигайм (2008—2014)  |

После реформы 2015 года консулов избирают парами:
| Консулы кантона после реформы 2015 года: | Консулы кантона после реформы 2015 года: | Консулы кантона после реформы 2015 года: | Консулы кантона после реформы 2015 года: |
| Период                                   | Пара консулов                            | Статус                                   | Должность                                |
| ---------------------------------------- | ---------------------------------------- | ---------------------------------------- | ---------------------------------------- |
| 2015 — 2021                              | Danielle Diligent                        | UDI                                      |                                          |
| 2015 — 2021                              | Jean-Louis Hoerle                        | LR                                       |                                          |

## История
Официальная дата создания кантона — 1835 год.
В составе Германской империи с 1871 по 1919 год не было административного деления на кантоны и округа, а была создана единая имперская провинция Эльзас-Лотарингии без административного деления на города и общины.
С 28 июня 1919 года кантон Шильтигайм является частью округа Страсбур-Кампань.
С 1940 по 1945 год территория была оккупирована гитлеровской Германией.
В марте 2015 года кантон модифицирован в результате административной реформы в его составе 2 коммуны.

## Состав кантона
До 2015 года кантон включал в себя 1 коммуну:
| Код INSEE | Коммуна    | Французское название | Почтовый индекс | Площадь, км² | Население (2013) | Плотность, чел/км² |
| --------- | ---------- | -------------------- | --------------- | ------------ | ---------------- | ------------------ |
| 67447     | Шильтигайм | Schiltigheim         | 67300           | 7,63         | 31 450           | 4122               |

После административной реформы площадь кантона — 12,04 км², включает в себя 2 коммуны: Бишайм и Шильтигайм, суммарная численность населения — 48 882 человека (по данным INSEE, 2013), плотность населения — 4 060 чел/км². Коммуна Бишайм передана из состава упразднённого кантона Бишайм (округ Страсбур-Кампань).
С марта 2015 года в составе кантона 2 коммуны:
| Код INSEE | Коммуна    | Французское название | Почтовый индекс | Площадь, км² | Население (2013) | Плотность, чел/км² |
| --------- | ---------- | -------------------- | --------------- | ------------ | ---------------- | ------------------ |
| 67043     | Бишайм     | Bischheim            | 67800           | 4,41         | 17 432           | 3952,8             |
| 67447     | Шильтигайм | Schiltigheim         | 67300           | 7,63         | 31 450           | 4122               |